# Elizabeth O’Farrell

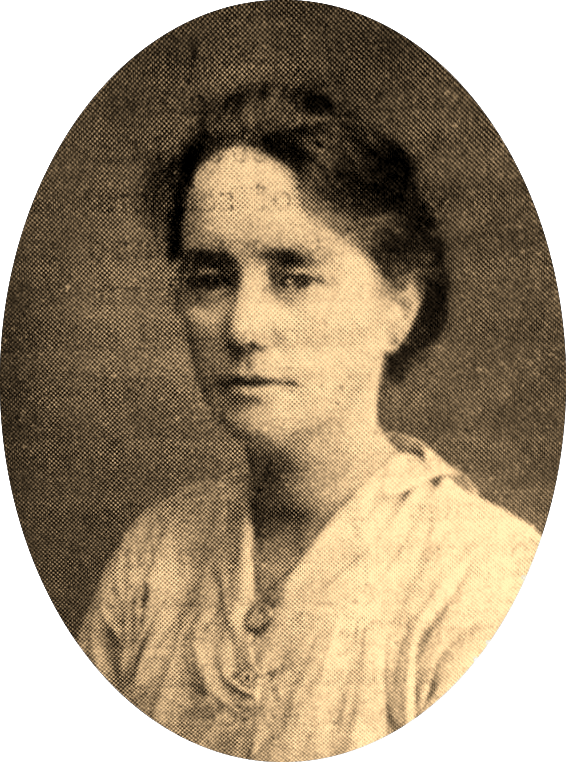
Elizabeth O’Farrell, 1910er Jahre

Elizabeth O’Farrell (irisch Éilís Ní Fhearghail; * 5. November 1883 in Dublin; † 25. Juni 1957 in Bray, County Wicklow) war eine irische Krankenschwester, Republikanerin und Mitglied des Cumann na mBan, die vor allem für die Übergabe der Kapitulation während des Osteraufstands von 1916 bekannt ist.

## Leben
Elizabeth O’Farrell wurde als eine von zwei Töchtern von Christopher O’Farrell, der in einer Druckerei und Dockarbeiter arbeitete, und Margaret Kenneah, einer Haushälterin, geboren. Ihr Vater starb, als sie noch jung war, und sie wurde zum Arbeiten geschickt. Sie nahm eine Stelle in der Druckerei des Vaters an und die Mutter eröffnete einen kleinen Laden am City Quay in Dublin. Sie ging bei den Sisters of Mercy zur Schule und wurde dann Hebamme am National Maternity Hospital in Dublin.
O’Farrell gehörte der Conradh na Gaeilge an und lernte fließend Irisch. Im Jahr 1906 trat sie zusammen mit ihrer lebenslangen Freundin Julia Grenan den Inghinidhe na hÉireann bei. Sie schloss sich auch dem Cumann na mBan an, dem Frauenzweig der Irish Volunteers, der 1914 gegründet wurde. Die beiden Freundinnen unterstützten die Arbeiter im Dublin Lockout 1913 und Constance Markievicz bei ihren Bemühungen, Rekrutierungen für die britische Armee zu verhindern. Markievicz kümmerte sich persönlich um die beiden Frauen und bildete sie im Umgang mit Schusswaffen aus.
O’Farrell war vor und während des Osteraufstands von 1916 als Meldegängerin tätig. Sie wurde nach Athenry geschickt, um am Ostermontag eine Depesche zu überbringen. Nach ihrer Rückkehr meldete sie sich zusammen mit Grenan im General Post Office, dem Hauptquartier der Aufständischen. Im Laufe der Woche wurden sie mit in ihren langen Röcken versteckten Depeschen, Lebensmitteln und Munition zu den Stationen Boland’s Mill, Powers’ Distillery, Jacobs’ Factory, St. Stephen’s Green und Four Courts durch die Kämpfe in den Straßen Dublins geschickt. Zusammen mit Grenan kümmerte sie sich auch um die Verwundeten, darunter James Connolly. Frauen und Verwundete wurden am Freitag der Osterwoche aus dem General Post Office evakuiert, aber O’Farrell, Grenan und Winifred Carney blieben mit dem Rest der Truppe zurück, die sich in ein nahe gelegenes Haus in der Moore Street zurückzog.
Am Samstag wählte Patrick Pearse O’Farrell aus, um von Brigadegeneral William Lowe die Bedingungen für eine Kapitulation zu erfahren. Um 12.45 Uhr wurden ihr ein Abzeichen des Roten Kreuzes und eine weiße Fahne überreicht und sie wurde gebeten, die Kapitulation dem britischen Militär zu überbringen. In der Moore Street geriet sie unter schweres Feuer, das nachließ, als ihre weiße Flagge erkannt wurde. Sie wurde zu Lowe gebracht, der sie mit der Aufforderung zur bedingungslosen Kapitulation zu Pearse zurückschickte. Pearse willigte ein und stellte sich in Begleitung von O’Farrell persönlich bei General Lowe. Ein bekanntes Foto zeigt Pearse, der General Lowe am oberen Ende der Moore Street gegenübersteht. Kurz bevor das Foto aufgenommen wurde, trat O’Farrell zurück. Auf dem Originalfoto sind ihre Füße neben Pearse zu sehen. Dieses Foto wurde 10 Tage später in der Zeitung Daily Sketch veröffentlicht. Bei späteren Reproduktionen wurden ihre Füße wegretuschiert. Dies hat einige moderne Kommentatoren zu der Behauptung veranlasst, sie sei „aus der Geschichte wegretuschiert“ worden. Tatsächlich wird O’Farrells Rolle bei der Kapitulation in neueren Werken ausführlich behandelt.
In Begleitung eines Priesters und dreier Soldaten überbrachte O’Farrell den von Pearse unterzeichneten Kapitulationsbefehl den Einheiten der Freiwilligen- und Bürgerarmee in den anderen Standorten in der Stadt. Lowe gab ihr sein Wort, dass sie nach der Übergabe dieser Befehle nicht als Gefangene festgehalten werden würde. O’Farrell wurde dann in das Krankenhaus von Dublin Castle gebracht, wo sie ihrer Kleidung und ihres Besitzes beraubt wurde und eine Nacht lang blieb. Am nächsten Tag wurde sie in die Ship Street Barracks gebracht und darüber informiert, dass sie in das Kilmainham-Gefängnis gebracht und dort als Gefangene gehalten werden sollte. Bei der Überführung begegnete O’Farrell Pater Columbus aus der Church Street, der sie am Abend des 29. April zum Standort Four Courts begleitet hatte. Er sagte ihr, er werde General Lowe über ihre Situation informieren. General Lowe schickte einen Wagen, um O’Farrell zum Dublin Castle zu bringen, wo sie ihn treffen sollte. Er entschuldigte sich für ihre Inhaftierung und übergab ihr einen Brief für den Fall, dass es zu weiteren Problemen mit dem Militär kommen sollte.
O’Farrell arbeitete für den Rest ihres Lebens als Hebamme und Krankenschwester im National Maternity Hospital in Dublin. Als die irische Regierung dem Bureau of Military History erlaubte, mündliche Überlieferungen aus der irischen Revolutionszeit zu historischen Zwecken zu sammeln, weigerte sich O’Farrell, daran teilzunehmen, und erklärte: „Alle Regierungen seit 1921 haben die Republik verraten.“
Nach dem Aufstand arbeiteten O’Farrell und Grenan weiter für den Cumann na mBan. Während des Unabhängigkeitskrieges überbrachten sie Botschaften für die IRA und waren gegen den anglo-irischen Vertrag von 1921. Sie wohnten zusammen in Dublin, blieben aber dem Freistaat gegenüber feindlich eingestellt. In den fünfziger Jahren hielt sie Reden im Namen der republikanischen Bewegung und sammelte Spenden für republikanische Gefangene. Sie nahmen regelmäßig an republikanischen Veranstaltungen teil und folgten 1933 Mary MacSwiney bei ihrem Austritt aus dem Cumann na mBan, als die Organisation nach links abdriftete. Beide Frauen unterstützten die Grenzkampagne der IRA ab 1956, und im Januar 1957, nach dem Tod der IRA-Männer Seán South und Fergal O’Hanlon, sprach O’Farrell auf einer Kundgebung in Dublin.
O’Farrells Gesundheit ließ nach und sie starb 1957 während eines Urlaubs in Bray, Grafschaft Wicklow. Sie ist auf dem Glasnevin-Friedhof neben Julia Grenan in der republikanischen Grabstätte begraben.
In jüngster Zeit wurde spekuliert, dass O’Farrell und Grenan eine lesbische Beziehung führten. Die große Nähe zwischen ihnen, die Tatsache, dass sie 30 Jahre lang zusammenlebten, die Tatsache, dass keine der beiden jemals mit einem Mann verheiratet war, und die Tatsache, dass sie nebeneinander begraben wurden, werden als Indizien für eine intimere Beziehung gewertet.

## Nachleben

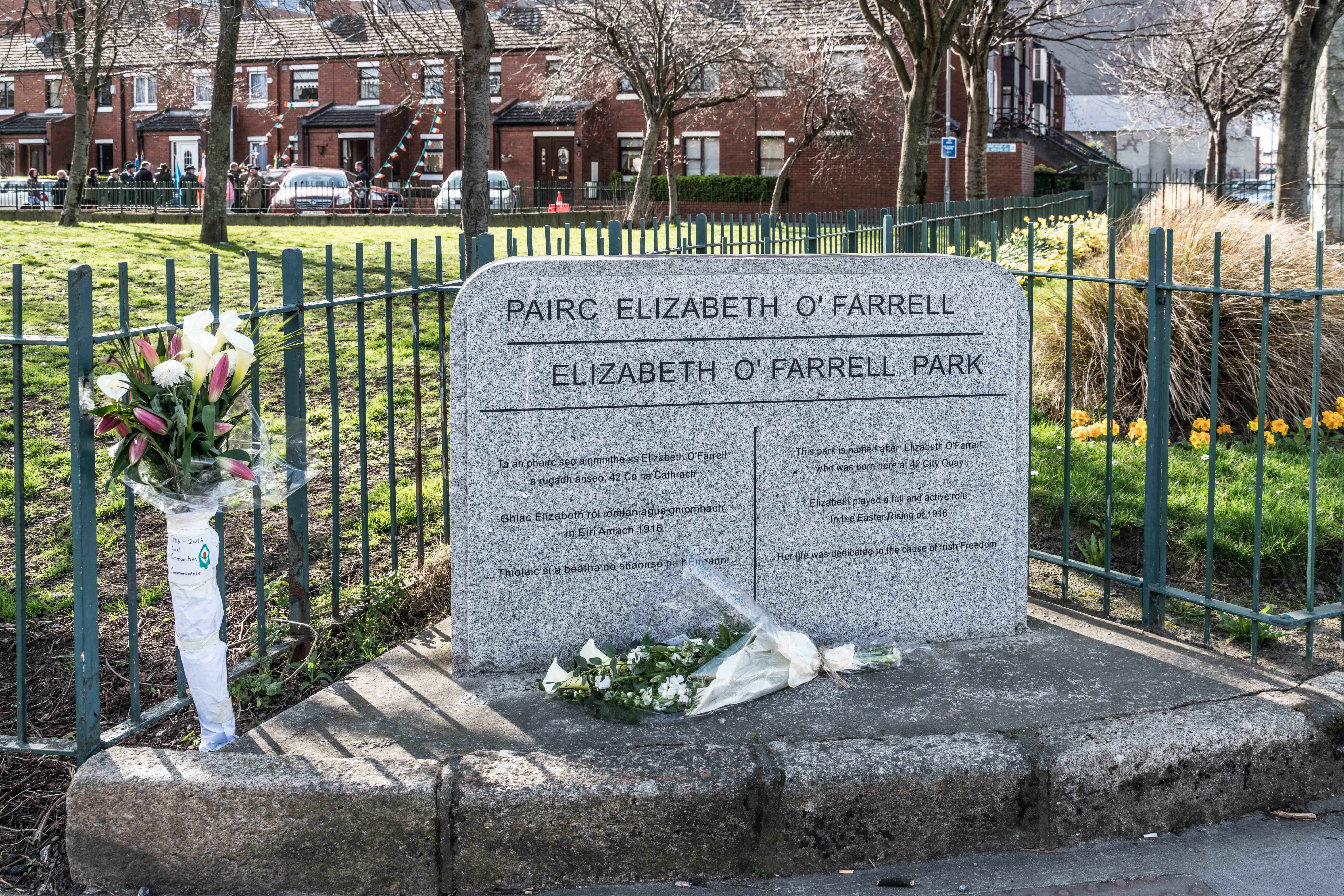
Gedenkstein im Elizabeth O’Farrell Park, Dublin

1967 wurde die Nurse Elizabeth O’Farrell Foundation gegründet, um postgraduale Studiengänge im Bereich der Krankenpflege zu unterstützen. Im National Maternity Hospital, in dem sie von 1920 bis 1921 ihre Ausbildung zur Hebamme absolvierte, wurde eine Gedenktafel enthüllt. Jedes Jahr verleiht das Krankenhaus einer Studentin den „Elizabeth O’Farrell“-Gedächtnispreis, eine Silbermedaille, die an eine Hebammenschülerin verliehen wird, die bei ihren Abschlussprüfungen zur Hebamme besonders gut abschneidet.
Im Jahre 2003 wurde im City Quay Park eine weitere Gedenktafel zu ihren Ehren enthüllt. O’Farrell wurde in der Nähe dieses Gebiets geboren. Im Jahr 2012 wurde der Park in Elizabeth O’Farrell Park umbenannt.
2016 strahlte RTÉ anlässlich des 100-jährigen Jubiläums eine Fernsehserie aus, die einen Einblick in den Aufstand gab. Die Serie mit dem Titel Réabhlóid (Revolution) wurde in vier Folgen ausgestrahlt, wobei die letzte „Berühmt und unsichtbar“ die Geschichte von O’Farrells Rolle bei der Kapitulation erzählt und untersucht, wie sie angeblich aus dem Originalbild der Kapitulation herausgefiltert wurde.